# (500361) 2012 TG33
(500361) 2012 TG33 es un asteroide perteneciente al cinturón de asteroides, descubierto el 16 de septiembre de 2012 por el equipo del Spacewatch desde el Observatorio Nacional de Kitt Peak, Arizona, Estados Unidos.

## Designación y nombre
Designado provisionalmente como 2012 TG33.

## Características orbitales
2012 TG33 está situado a una distancia media del Sol de 3,150 ua, pudiendo alejarse hasta 3,495 ua y acercarse hasta 2,805 ua. Su excentricidad es 0,109 y la inclinación orbital 9,242 grados. Emplea 2042,66 días en completar una órbita alrededor del Sol.
Los próximos acercamientos a la órbita de Júpiter se producirán el 15 de octubre de 2066, el 8 de junio de 2077 y el 16 de febrero de 2173, entre otros.

## Características físicas
La magnitud absoluta de 2012 TG33 es 16,4.